# Blas Cantó
Blas Cantó (Ricote, 1991. október 26. –) spanyol énekes, dalszerző. Ő képviselte volna Spanyolországot a 2020-as Eurovíziós Dalfesztiválon, majd képviseli ténylegesen 2021-ben.

## Magánélete
Blas biszexuális, erről az In Your Bed című dalában vallott.

## Zenei karrierje
Blas pályafutását 2000-ben kezdte, amikor nyolcévesen részt vett a Veo Veo gyermek tehetségkutatóban. 2004-ben részt vett Spanyolország junior eurovíziós döntőjében, az Eurojuniorban, Sentir című dalával.
2009-ben Álvaro Gangoval, Carlos Marcoval, David Lafuentével és Dani Fernándezzel megalapította az Auryn nevű együttest. 2011-ben a csapat részt vett Spanyolország eurovíziós nemzeti válogatójában, a Destino Eurovisión című műsorban, ahol Volver című dalukkal a legjobb három között végeztek.
2017-ben szerepelt a Sztárban Sztár spanyol változatában, ahol többek között Sam Smith, Cher, Andrea Bocelli, Freddie Mercury és még több híres zenész bőrébe bújt bele. A március 3-án megrendezett döntőben végül 55%-kal megnyerte a versenyt.
2020. január 21-én a spanyol műsorsugárzó bejelentette, hogy Blas képviseli hazáját az elkövetkezendő Eurovíziós Dalfesztiválon, Rotterdamban. A dalt végül 2020. január 30-án mutatták be.
A dalt először a május 16-i döntőben adták volna elő, azonban március 18-án az Európai Műsorsugárzók Uniója bejelentette, hogy 2020-ban nem tudják megrendezni a versenyt a COVID–19-koronavírus-világjárvány miatt. A spanyol műsorsugárzó jóvoltából az énekes lehetőséget kapott az ország képviseletére a következő évben egy új versenydallal. 2021. január 28-án vált hivatalossá, hogy az énekes eurovíziós dalát a nézők fogják eldönteni két dal közül. A Memoria és a Voy a quedarme dalok február 10-én jelentek meg, ezután kezdődött a szavazás. Február 20-án vált hivatalossá, hogy az énekesnek az utóbbi dalát választották ki a nézők a Destino Eurovisión elnevezésű dalválasztó showban, amellyel képviseli hazáját az elkövetkezendő Eurovíziós Dalfesztiválon.

## Diszkográfia
- Complicado (2018)
- Complicados (2019)

### Kislemezek
- In Your Bed (2017)
- Drunk and Irresponsible (2017)
- Él No Soy Yo (2018)
- Será Navidad (2018)
- No volveré (A seguir tus pasos) (2018)
- Si te vas (2019)
- Universo (2020)
- Memoria (2021)
- Voy a quedarme (2021)

### Közreműködések
- Even Angels (2017, Carlos Marco)
- Dejarte ir (2018, Leire Martínez)
- Tanos Bailes (2019, Marta Soto)
- Mi luz (2020, Pastora Soler)
- Cúrame (2021, Nia)